# Ophir de la meilleure réalisation
L'Ophir de la meilleure réalisation est la récompense qui désigne la meilleure réalisation d'un film israélien lors de la cérémonie des Ophirs du cinéma.

## Palmarès

### Années 1980
- 1984 : Uri Barbash pour Au-delà des murs

### Années 1990
- 1990 : Savi Gabizon pour Shuroo
- 1991 : Jacob Goldwasser pour Me'ever Layam
- 1992 : Assi Dayan pour La Vie selon Agfa
- 1993 : Enrique Rottenberg pour Nikmato Shel Itzik Finkelstein
- 1994 : Shmuel Hasfari pour Sh'Chur
- 1995 : Savi Gabizon pour Hole Ahava B'Shikun Gimel
- 1996 : Ori Sivan et Ari Folman pour Saint Clara (Clara Hakedosha)
- 1997 : Julie Shles pour Afula Express
- 1998 : Shemi Zarhin pour Dangerous Acts
- 1999 :  Arik Kaplun pour Autour de Yana

### Années 2000
- 2000 : Benny Toraty pour Kikar Ha-Halomot
- 2001 : Dover Kosashvili pour Mariage tardif
- 2002 : Nir Bergman pour Broken Wings
- 2003 : Savi Gabizon pour Nina's Tragedies (Ha-Asonot Shel Nina)
- 2004 : Joseph Cedar pour Campfire (Medurat Hashevet)
- 2005 : Daniel Syrkin pour Lemarit Ain
- 2006 : Shemi Zarhin pour Aviva, My Love (Aviva Ahuvati)
- 2007 : Eran Kolirin pour La Visite de la fanfare
- 2008 : Ari Folman pour Valse avec Bachir
- 2009 : Scandar Copti et Yaron Shani pour Ajami

### Années 2010
- 2010 : Eran Riklis pour Le Voyage du directeur des ressources humaines
- 2011 : Joseph Cedar pour Footnote
- 2012 : Rama Burshtein pour Le cœur a ses raisons
- 2013 : Yuval Adler pour Bethléem
- 2014 : Talya Lavie pour Zero Motivation
- 2015 : Erez Tadmor pour Wounded Land
- 2016 : https://upload.wikimedia.org/wikipedia/commons/e/e4/Bouton_Vandale3.png
  - Elite Zexer pour Tempête de sable
  - Meni Yaesh pour The Bouncer
  - Eran Kolirin pour Me'ever Laharim Vehagvaot
  - Asaph Polonsky pour Une semaine et un jour
  - Rama Burshtein pour Laavor et hakir

- 2017 : 
  - Samuel Maoz pour Foxtrot
  - Matan Yair pour Les Destinées d'Asher
  - Savi Gabizon pour Ga'agua
  - Eliran Elya pour Mutalim Besafek
  - Maysaloun Hamoud pour Je danserai si je veux

- 2018 : 
  - Ofir Raul Graizer pour The Cakemaker
  - Jacob Goldwasser pour Laces
  - Marco Carmel pour Pere Atzil
  - Tal Granit et Sharon Maymon pour HaNeshef
  - Yaron Shani pour Love Trilogy : Stripped

- 2019 : 
  - Yaron Shani pour Chained
  - Eliran Malka pour The Unorthodox
  - Erez Tadmor pour Neffilot
  - Gur Bentwich pour Peaches and Cream
  - Nadav Lapid pour Synonymes

### Années 2020
- 2020 : 
  - Nir Bergman pour Here We Are
  - Assaf Abiri et Matan Guggenheim pour Sheifa lehaim
  - Oren Gerner pour  Africa
  - Ram Loevy pour The Dead of Jaffa (Hametim shel yafo)  
  - Ruthy Pribar pour Asia